# 복숭아나무 (영화)
《복숭아 나무》는 2012년 정식 극장 개봉한 대한민국의 독립 영화이며, 제16회 부산국제영화제 한국영화의 오늘-비전 부문에 초청되어 2011년 10월 8일 먼저 상영을 했다.
구혜선이 감독, 각본, 기획을 맡았다. 주연 배우 조승우는 남들이 보기엔 모험이지 싶은 이 영화를 택한 이유에 대해서 얼굴만 쓰면서 연기하는 샴쌍둥이 역할의 기회가 흔치 않아서 선택했다고 밝혔다.

## 줄거리
동현과 상현은 샴 쌍둥이로 태어났다. 이들은 한 몸에 머리가 앞뒤로 붙어있는 샴쌍둥이었다. 그들의 어머니는 이 충격으로 죽고 아버지와 셋이서 살아간다. 세상밖에 나가지도 못하고 살아가는 동현은 형제인 상현만 없다면 평범하게 살 수 있을 것을 꿈꾼다. 이 때 동현은 동화를 쓰고 있었고 아버지는 그의 동화 삽화를 위해 승아에게 요청한다. 그러면서 일어나는 일상과 사건을 전개한다.
세상에서 가장 특별한 형제 그녀와 함께 이제 그들이 세상 밖으로 나온다!
상현(조승우)과 동현(류덕환)은 특별한 쌍둥이 형제이다. 그들은 아버지의 보살핌 아래 바깥세상을 모른 채로 30년을 어두운 집 안에서 살아왔다. 순종적인 성격의 상현과는 달리 숨어 지내는 생활이 불만인 동현은 남몰래 책을 읽고 글을 쓰는 연습을 하며 소설가를 꿈꾼다. 아버지는 이런 동현을 위해 우연히 알게 된 삽화가를 꿈꾸며 놀이동산에서 캐리커처를 그리는 밝고 상냥한 승아(남상미)에게 아들을 도와 함께 책을 만들어 줄 것을 간청하는데…

## 출연진
- 조승우 - 최상현 역 (아역: 정윤석[5])
- 류덕환 - 최동현 역
- 남상미 - 박승아 역
- 백경민 - 태성(청년) 역
- 김혜나 - 지현 역
- 신혜정 - 출판사 팀장 역
- 최일화 - 철민(중년) 역
- 김병오 - 김 기자 역
- 이준혁 - 철민(청년) 역
- 서현진 - 시연 역
- 최다니엘 - 캐리커쳐 연예인 역

## 제작진
- 감독, 각본, 기획 - 구혜선
- 프로듀서 - 조대은
- 촬영 - 김순용
- 조명 - 백광용
- 편집 - 김혁

## 수상 및 후보
2013년에 브뤼셀 국제 판타스틱 영화제에 경쟁부문인 '7번째 궤도(7th orbit)'의 후보로 올랐으나 수상하지는 못했다. 그 외에도 뉴욕 아시아 영화제, 골든홀스 영화제 등 다양하게 초청되어 총청작으로 개봉했다. 또한 2013년 시네프랑스에서 10월의 위대한 예술가 선정을 했으며 특별상영전을 했다.

## 관련 일화
- 복숭아나무-세상에서 가장 특별한 형제 이야기: 구혜선은 전에 쓴 '탱고'에 이어서 이 책을 출판했다. 이 책은 영화를 만들기 전에 자신이 만든 시나리오를 토대로 책을 출판했다. 전작과 똑같이 일러스트 픽션으로 출판했다.
- 영화찰영과 편집시기가 구혜선의 드라마 촬영과 겹쳤지만 파일을 받아 직접 확인하고 편집했다고 한다.
- 이 영화의 시나리오, 제작, 사운드트랙 등등 많은 것은 구혜선이 직접했다.[6]
- 영화를 찍으면서 개인적 성향들때문에 상현역의 조승우와 마찰을 빚기도 했으며 이런 일들에 의한 스트레스로 탈모를 겪기도 했다고 방송에서 발혔다. 또한 캐스팅 비화로 조승우는 류덕환과 연기가 하고 싶었기에 하기로 했다고 한다.[7]
- 시사회에서 영화 백만관객돌파 공약으로 구혜선은 장애인을 위한 DVD제작을 걸었다.
- 이번 작품은 유쾌한 도우미(2009년작)과 요술(2010년작)의 뒤를 잇는 구혜선의 세 번째 작품으로 요술의 뒤를 이름 두번째 장편이기도 하다. 전작과 비슷하게 판타지적이며 동화풍의 영화를 찍었으며 이미지 중심의 영화를 제작했다.[8]

## 사운드 트랙
복숭아나무 OST: 10개의 트랙으로 구성되어 있는 이앨범은 배우들이 직접 부른 노래와 영화의 배경음악으로 쓰인 곡들로 구성되어 있다. OST의 9곡은 구혜선이 직접 작곡했다. 영화 시나리오 쓰기 전에 먼저 곡을 작곡하고  썼다고 한다.
1. 두사람(Intro)
2. 복숭아나무(Vocal 조승우)
3. 여름날
4. 십년이 백년이 지난 후에(Vocal 서현진)
5. 나의 연인
6. 달빛
7. 북극의 연인
8. 십년이 백년이 지난 후에(Guitar ver.)
9. 복숭아나무(어린 상현 ver.)
10. 복숭아나무(piano ver.)

## DVD
2013년 2월15일에 캔들미디어에서 발매되었다.

상세정보
- 제목:복숭아나무
- 감독:구혜선
- 출연자:조승우 류덕환 남상미
- 제작사:캔들미디어
- 레이블:캔들미디어
- 출시일:2013.02.15
- 가격:2,2000원